# 무게 (표현론)
리 대수 이론에서, 무게(영어: weight)는 리 대수의 표현을 분류하는 일련의 수들이다.

## 정의
체 {\displaystyle K}에 대한 리 대수 {\displaystyle {\mathfrak {g}}}의 무게 {\displaystyle \lambda \in {\mathfrak {g}}^{\vee }}는 다음 성질을 만족시키는 {\displaystyle K}-선형 범함수이다. (여기서 {\displaystyle (-)^{\vee }}는 쌍대 공간이다.)
{\displaystyle \lambda ([a,b])=0\qquad \forall a,b\in {\mathfrak {g}}}
무게는 리 괄호에 대하여 0이므로, 리 대수 {\displaystyle {\mathfrak {g}}}의 무게는 그 가환화 {\displaystyle {\mathfrak {g}}/[{\mathfrak {g}},{\mathfrak {g}}]}의 무게로 제한될 수 있다. 즉, {\displaystyle {\mathfrak {g}}}의 무게는 {\displaystyle ({\mathfrak {g}}/[{\mathfrak {g}},{\mathfrak {g}}])^{*}}의 원소를 정의한다.

### 무게 가군
다음이 주어졌다고 하자.
- 체 {\displaystyle K}
- {\displaystyle K}-리 대수 {\displaystyle {\mathfrak {g}}}
- {\displaystyle {\mathfrak {g}}}의 표현 {\displaystyle {\mathfrak {g}}\to \operatorname {\mathfrak {gl}} (V;K)}
- {\displaystyle {\mathfrak {g}}}의 무게 {\displaystyle \lambda \in {\mathfrak {g}}^{*}}

그렇다면, {\displaystyle V} 속의, 무게 {\displaystyle \lambda }의 무게 공간(영어: weight space) {\displaystyle V_{\lambda }}는 {\displaystyle V}의 다음과 같은 부분 공간이다.
{\displaystyle V_{\lambda }=\{v\in V\colon \forall a\in {\mathfrak {g}}\colon av=\lambda (a)v\}}
{\displaystyle V_{\lambda }\neq \{0\}}이라면 {\displaystyle \lambda }를 {\displaystyle V}의 무게라고 하고, 무게 공간의 원소를 무게 벡터(영어: weight vector)라고 한다.
만약 {\displaystyle V}가 그 무게 공간들의 직합이라면, {\displaystyle V}를 {\displaystyle {\mathfrak {g}}}의 무게 가군(-加群, 영어: weight module)이라고 한다.
마찬가지로, 다음을 정의하자. {\displaystyle V} 속의, 무게 {\displaystyle \lambda }의 일반화 무게 공간(영어: generalized weight space) {\displaystyle V_{\lambda }}는 {\displaystyle V}의 다음과 같은 부분 공간이다.:130
{\displaystyle V_{\lambda }=\{v\in V\colon \forall a\in {\mathfrak {g}}\colon \exists n\in \mathbb {Z} ^{+}\colon (a-\lambda (a))^{n}v=v\}}
{\displaystyle V_{\lambda }\neq \{0\}}이라면 {\displaystyle \lambda }를 {\displaystyle V}의 일반화 무게(영어: generalized weight)라고 하고, 무게 공간의 원소를 일반화 무게 벡터(영어: generalized weight vector)라고 한다. (유한 차원 {\displaystyle V}의 경우 사실 항상 {\displaystyle n=\dim V}로 잡을 수 있다.)
마찬가지로, 일반화 무게 공간들의 직합으로 표현되는 표현을 일반화 무게 가군(영어: generalized weight module)이라고 한다.

## 성질
복소수체 위의 유한 차원 멱영 리 대수 {\displaystyle {\mathfrak {n}}}의 모든 유한 차원 표현은 항상 일반화 무게 가군이다.:130, Proposition II.2.4
복소수체 위의 유한 차원 아벨 리 대수 {\displaystyle {\mathfrak {a}}}의 모든 유한 차원 표현은 항상 무게 가군이다.

### 반단순 리 대수의 카르탕 부분 대수의 무게
만약 {\displaystyle {\mathfrak {g}}}가 복소수체 위의 유한 차원 반단순 리 대수라고 하고, 그 카르탕 부분 대수 {\displaystyle {\mathfrak {h}}\subseteq {\mathfrak {g}}}를 고르자. {\displaystyle [{\mathfrak {g}},{\mathfrak {g}}]={\mathfrak {g}}}이므로, {\displaystyle {\mathfrak {g}}} 위의 모든 무게는 자명하다. 그러나 아벨 리 대수 {\displaystyle {\mathfrak {h}}}는 (물론) 자명하지 않을 수 있다. 이 경우, {\displaystyle {\mathfrak {g}}}의 모든 유한 차원 표현은 ({\displaystyle {\mathfrak {h}}}에 제한되었을 때) {\displaystyle {\mathfrak {h}}}의 무게 가군을 이룬다.
딸림표현 {\displaystyle V={\mathfrak {g}}}의 {\displaystyle {\mathfrak {h}}}-무게들을 {\displaystyle {\mathfrak {g}}}의 근(根, 영어: root)이라고 하며, 이들은 {\displaystyle {\mathfrak {h}}^{*}}의 벡터들의 집합으로서 근계를 이룬다. 근 {\displaystyle \lambda }에 대응하는 쌍대근(雙對根, 영어: coroot) {\displaystyle \lambda ^{\vee }\in {\mathfrak {h}}}은
{\displaystyle \lambda ^{\vee }={\frac {2\lambda }{\langle \lambda ,\lambda \rangle }}}
이다.

### 단순 리 대수의 무게
{\displaystyle {\mathfrak {g}}}가 복소수체 위의 유한 차원 단순 리 대수라고 하고, 그 카르탕 부분 대수 {\displaystyle {\mathfrak {h}}\subseteq {\mathfrak {g}}}를 고르자. {\displaystyle {\mathfrak {g}}}의 정수 무게(整數-, 영어: integral weight) {\displaystyle \lambda \in {\mathfrak {h}}^{*}}는 다음 조건을 만족시키는 무게이다.
- 모든 쌍대근 {\displaystyle \gamma ^{\vee }=2\gamma /\langle \gamma ,\gamma \rangle }에 대하여, {\displaystyle \lambda (\gamma ^{\vee })\in \mathbb {Z} }. (다시 말해, 모든 근 {\displaystyle \gamma }에 대하여, {\displaystyle 2\langle \lambda ,\gamma \rangle /\langle \gamma ,\gamma \rangle \in \mathbb {Z} }.)

정수 무게들의 집합 {\displaystyle P({\mathfrak {g}},{\mathfrak {h}})\subseteq \mathbb {h} }는 (덧셈군으로서) {\displaystyle \mathbb {Z} ^{\oplus \dim {\mathfrak {h}}}}와 동형이며, 이를 정수 무게 격자(영어: integral weight lattice)라고 한다.
{\displaystyle {\mathfrak {g}}}의 근계의 양근 {\displaystyle \Delta ^{+}({\mathfrak {g}},{\mathfrak {h}})\subseteq \Delta ({\mathfrak {g}},{\mathfrak {h}})} 및 이를 생성하는 단순근 {\displaystyle \operatorname {S} ({\mathfrak {g}},{\mathfrak {h}})\subseteq \Delta ^{+}({\mathfrak {g}},{\mathfrak {h}})}를 고르자.
그렇다면, {\displaystyle {\mathfrak {g}}}의 기본 무게(基本-, 영어: fundamental weight) {\displaystyle \lambda _{i}}는 (선택한 양근 집합에 대한) 단순근에 대응되는 쌍대근들의 집합의 쌍대 기저의 원소이다. 즉, 단순근 집합 {\displaystyle \operatorname {S} ({\mathfrak {g}},{\mathfrak {h}})=(\alpha _{i})_{i\in \{1,\dotsc ,\dim _{\mathbb {h} }\}}}에 대하여 다음 조건을 만족시키는 무게 {\displaystyle (\omega _{i})_{i\in \{1,\dotsc ,\dim _{\mathbb {h} }\}}\subseteq {\mathfrak {h}}}이다.
{\displaystyle 2{\frac {\langle \omega _{i},\alpha _{j}\rangle }{\langle \alpha _{j},\alpha _{j}\rangle }}=\delta _{ij}}
이에 따라, 정수 무게는 기본 무게의 정수 계수 선형 결합이 된다.
{\displaystyle {\mathfrak {g}}}의 우세 무게(優勢-, 영어: dominant weight)는 기본 무게의 음이 아닌 실수 계수 선형 결합이다. 즉, 무게 {\displaystyle \gamma \in {\mathfrak {h}}}가 우세 무게가 될 필요 충분 조건은 모든 양근 (또는 단순근) {\displaystyle \alpha }에 대하여
{\displaystyle \langle \gamma ,\alpha \rangle \geq 0}
인 것이다. {\displaystyle {\mathfrak {g}}}의 우세 정수 무게(優勢-, 영어: dominant integral weight)는 기본 무게들의 음이 아닌 정수 계수의 선형 결합이다. 우세 무게들의 닫힌집합(즉, 우세 정수 무게들의 볼록포)를 기본 바일 방(영어: fundamental Weyl chamber)이라고 한다.
즉, 다음과 같은 포함 관계가 성립한다.
| 무게      | ⊃ | 정수 무게      | ⊃ | 근        | ⊃ | 양근 | ⊃ | 단순근 |
| ∪         |   | ∪              |   |           |   |      |   |        |
| 우세 무게 | ⊃ | 우세 정수 무게 | ⊃ | 기본 무게 |   |      |   |        |
|           |   | ⟒              |   |           |   |      |   |        |
|           |   | 영벡터 (0)     |   |           |   |      |   |        |
여기서
- 밑줄로 강조된 것들은 양근의 선택에 의존하지만, 나머지는 그렇지 않다.
- 기울어지게 쓰인 것들은 유한 집합이며, 나머지는 무한 집합이다.

## 예
다음과 같은 A2 근계를 생각하자.
여기서
- 평면의 모든 점은 무게이다. (즉, 그 수는 비가산 무한 개이다.)
- 삼각형 격자의 모든 꼭짓점은 정수 무게이다. (즉, 그 수는 가산 무한 개이다.)
- 굵게 칠해진 꼭짓점들은 우세 정수 무게이다. (즉, 그 수는 가산 무한 개이다.)
- 굵게 칠해진 꼭짓점들의 볼록포인 60° 부채꼴 속의 점은 우세 무게이다. (즉, 그 수는 비가산 무한 개이다.)
- 화살표의 머리들({\displaystyle \pm \gamma _{1}}, {\displaystyle \pm \gamma _{2}}, {\displaystyle \pm (\gamma _{1}+\gamma _{2})})은 근이다. (즉, 총 6개의 근이 있다.)
- 양근은 {\displaystyle \gamma _{1}}, {\displaystyle \gamma _{2}}, {\displaystyle \gamma _{1}+\gamma _{2}}이다. (즉, 총 3개의 양근이 있다.)
- 단순근은 {\displaystyle \gamma _{1}}, {\displaystyle \gamma _{2}}이다. (즉, 총 2개의 단순근이 있다.)
- 기본 무게는 {\displaystyle \omega _{1}}, {\displaystyle \omega _{2}}이다. (즉, 총 2개의 기본 무게가 있다.)

다음과 같은 B2 근계를 생각하자.
여기서
- 평면의 모든 점은 무게이다. (즉, 그 수는 비가산 무한 개이다.)
- 격자 {\displaystyle \mathbb {Z} \alpha +\mathbb {Z} \beta /2}의 원소는 정수 무게이다. (즉, 그 수는 가산 무한 개이다.)
- {\displaystyle \mathbb {N} (\alpha +\beta )+\mathbb {N} (\alpha +\beta /2)}의 원소는 우세 정수 무게이다. (즉, 그 수는 가산 무한 개이다.)
- 제1사분면의 점 가운데, y좌표가 x좌표보다 더 큰 점들로 구성된 45° 부채꼴 속의 점은 우세 무게이다. (즉, 그 수는 비가산 무한 개이다.)
- 화살표의 머리들({\displaystyle \pm \alpha }, {\displaystyle \pm \beta }, {\displaystyle \pm (\alpha +\beta )} {\displaystyle \pm (2\alpha +\beta )})은 근이다. (즉, 총 8개의 근이 있다.)
- 양근은 {\displaystyle \alpha }, {\displaystyle \beta }, {\displaystyle \alpha +\beta }, {\displaystyle 2\alpha +\beta }이다. (즉, 총 4개의 양근이 있다.)
- 단순근은 {\displaystyle \alpha }, {\displaystyle \beta }이다. (즉, 총 2개의 단순근이 있다.)
- 기본 무게는 {\displaystyle \alpha +\beta }, {\displaystyle \alpha +\beta /2}이다. (즉, 총 2개의 기본 무게가 있다.)

## 같이 보기
- 리 대수의 표현
- 근계